# Černá smrt v Norsku

Mapa šíření morové epidemie v Evropě v letech 1346 až 1353

Epidemie černé smrti v Norsku probíhala v letech 1349 až 1350. V tradičně pojaté norské historii se morové epidemii přikládá velký význam, pokud chceme vysvětlit úpadek Norska z nezávislého státu na počátku 14. století až po ztrátu politické nezávislosti v Kalmarské unii na konci 14. století, čímž Norsko ztratilo politickou a ekonomickou nezávislost a na staletí se stalo dánskou provincií. Přestože přesný počet úmrtí způsobených morem není znám, je zřejmé, že mor způsobil demografický šok. Počet obyvatel se na úroveň před epidemií dostal až v 17. století.

## Pozadí

### Norsko v polovině 14. století
Norsko bylo v polovině 14. století částečně feudalizováno. Rolníci byli považováni za svobodné jednotlivce a vlastnili přibližně polovinu půdy využívané k zemědělství. Půda byla spravována smlouvami se šlechtici a biskupy, které udílel přímo král.
Během tohoto období mělo Norsko rozlohu přibližně 350 tisíc km2 a žilo zde přibližně 350 tisíc lidí. Odhaduje se, že v polovině 14. století žilo v městských oblastech pouze asi 15 tisíc z nich. I když je celková hustota obyvatelstva poměrně nízká, je důležité poznamenat, že populace byla soustředěna v oblastech se zemědělskou půdou nebo v městských centrech, protože většinu Norska tvoří hory a zalesněné oblasti.
S růstem populace se osady, které se nacházely v horách, musely zaměřit na chov zvířat, která sloužila jako potrava. Obilniny byly kvůli krátkému vegetačnímu období často nedostatkovým zbožím, což nutilo osadníky více obchodovat, než obyvatele žijící v nižších nadmořských výškách. Norsko proto muselo zřídit obchodní cesty z pobřeží do vnitrozemí.

### Opouštění farem před polovinou 14. století
Dlouho před vypuknutím epidemie černé smrti se na norském venkově nacházely farmy. Před morovou epidemií v polovině 14. století existují zprávy o lidech, kteří se vydávali do těchto míst a nacházeli téměř všechny farmy opuštěné. Tyto zprávy ukazují, že ke krizím docházelo již desítky let před epidemií. Moderní badatelé se domnívají, že klimatické změny k horšímu hrály ve středověku důležitou roli při závažnosti morové epidemie. Někteří norští historici se však domnívají, že černý mor byl jedinou příčinou úbytku populace a opouštění farem v Norsku. To vyvrací dopis z roku 1340, ve kterém je uvedena osoba, která si v té době pronajala farmu poblíž norského Bergenu. Tato farma byla opuštěna přibližně o deset let dříve. Také sbírka norských dopisů a dokumentů ze středověku, Diplomatarium Norvegicum, obsahuje četné zprávy o opuštěných farmách dávno před morem.
Již kolem roku 1280, ale především kolem roku 1300, historici očekávali opuštění norských zemědělských usedlostí. Klima Norska a většiny Evropy prošlo na začátku 14. století malou dobou ledovou. Malá doba ledová byla obdobím regionálního ochlazení, ke kterému došlo přibližně kolem roku 1300. Norsko zažilo chladnější zimy během malé doby ledové, která přicházela od roku 1300 do roku 1850 s různou intenzitou.

### Propuknutí morové epidemie
Po vypuknutí morové epidemie na Krymu se dostala italská loď z Krymu na Sicílii. Poté, co se mor rozšířil po italských státech a z Itálie do Francie, Španělska a Anglie, se v létě 1349 dostal na lodi z Anglie do Norska. Podle více než stovky studií o černé smrti v Norsku vědci odhadují, že na jaře roku 1349 a v zimě 1350 zemřelo v důsledku morové nákazy až šedesát procent obyvatel Norska.

## Šíření moru v Norsku

### Západní Norsko
Pandemie dýmějového moru známá také jako černá smrt dorazila do norského Bergenu lodí z Anglie koncem léta (pravděpodobně v srpnu) 1349 a na podzim roku 1349 se ze severního Bergenu rozšířila do Trondheimu. Černá smrt v Norsku je popsána v unikátních dobových islandských análech Gotskalks annal a Lögmanns-annál od Einara Haflidasona, které podrobně popisují šíření moru v západním Norsku.
L§ogmanns-annál obsahuje svědecké výpovědi islandských biskupů Orma z Hólaru a Gyrda Ivarssona ze Skálholtu, kteří navštívili Norsko v době, kdy sem mor dorazil z Anglie, a vrátili se na Island v roce 1351 poté, co epidemie skončila. V tomto svědectví je popsáno, jak nechvalně známá "morová loď" dorazila z Anglie do norského Bergenu. Když byl náklad z lodi vyložen, posádka začala umírat. Krátce poté začali umírat obyvatelé Bergenu a z Bergenu se mor rozšířil do celého Norska. Loď z Anglie byla údajně potopena, ale několik lodí s morovou nákazou na palubě mělo uvíznout na plážích.
Gotskalks annal také podává podrobný popis téže události. Jmenuje také několik obětí moru, mezi nimiž bylo i několik duchovních, což lze ověřit i jinými zdroji. Uvádí také, že mor se v roce 1349 rozšířil z Bergenu na sever do Nidarosu (Trondheimu).
Další informace o šíření moru lze nalézt v závětích, smlouvách a dalších dokumentech z období morové epidemie. Díky tomu je morová epidemie v západním Norsku lépe zdokumentována než ve Švédsku, Dánsku a Finsku. Na Island se mor dostal až roku 1402.

### Východní Norsko
Na rozdíl od dobře zdokumentovaného šíření moru v západním Norsku je šíření moru ve východním Norsku zdokumentováno pouze nepřímo, protože o ní neexistují žádné přímé zmínky ani svědectví podobná těm ze západního Norska. Vzhledem k velkému zaměření na západní Norsko se dlouho věřilo, že se mor do zbytku Norska šířil pouze z Bergenu.
Z údajů o úmrtích na mor v Oslu se zdá, že Oslo bylo morem zasaženo dříve než Bergen, a to již v květnu nebo červnu 1349, s tím rozdílem, že o jeho šíření neexistuje žádné dochované svědectví. Mor pravděpodobně dorazil do Osla po moři na jaře nebo začátkem léta 1349 pravděpodobní lodí, na které byla přítomna morová nákaza. Z Osla se šířil na sever směrem k Hamaru, na západ směrem k Valdres ležícím ve středním Norsku, na jihozápad směrem ke Stavangeru a na východ do Švédska. Zdá se, že morová epidemie se do Stavangeru dostala z Osla, nikoliv z Bergenu, neboť zde nebyla až do roku 1350 zaznamenána žádná úmrtí na mor.

### Severní Norsko
Není známo, zda se morová epidemie rozšířila až do severního Norska. Skutečnost, že kostel v Trondenes byl postaven na konci 14. nebo začátku 15. století, kdy zbytek Norska spíše kostely kvůli úbytku obyvatelstva opouštěl, než aby stavěl nové, však naznačuje, že se mor do této části země nedostal.

## Důsledky
V tradičně pojaté norské historii se morové epidemii přikládá velký význam pokud chceme vysvětlit úpadek Norska z nezávislého státu na počátku 14. století až po ztrátu politické nezávislosti v Kalmarské unii na konci 14. století, čímž Norsko ztratilo politickou a ekonomickou nezávislost a na staletí se stalo dánskou provincií. Následovalo několik staletí stagnace neboť se Norsko stalo jednou z nejzanedbávanějších oblastí Kalmarské unie. Norsko vstoupilo v roce 1380 do unie s Dánskem za vlády dánské královny Markéty I. Tato unie se změnila na Kalmarskou unii a v roce 1397 se k ní připojilo Švédsko, zpočátku jako rovnocenné království v rámci personální unie, ale od roku 1536 jako dánská provincie. Do personální unie pod vládou Švédska bylo převedeno v roce 1814 a svůj status nezávislého státu Norsko znovu získalo až v roce 1905. Toto období bylo těžkým obdobím stagnace, vykořisťování a nedostatečného rozvoje pod cizí mocí a hlavním faktorem, který k tomu přispěl, byla morová epidemie, která způsobila významný úbytek obyvatelstva.
To, že Norsko skutečně zažilo demografický šok, je jasně zdokumentováno. Z 36500 farem a 60000 domácností, které existovaly okolo roku 1300, existovalo v roce 1520 pouze 16000 farem a 23000 domácností a odhaduje se, že populace v Norsku v 15. století byla méně než poloviční oproti roku 1300. Odhaduje se, že během morové epidemie zemřelo 60 až 65 procent populace a Norsko se z ní nevzpamatovalo až do 17. století. To však nestačí, aby to byl jediný důvod politického úpadku země. Anglie také ztratila v důsledku moru asi 60 až 65 procent své populace. V Norsku však mohlo dojít k tomu, že počet obětí mezi společenskou elitou byl mnohem vyšší než ve Švédsku či Anglii, což znamenalo méně lidí, kteří by chránili politickou pozici a nezávislost Norska vůči dominanci zahraničních elit v rámci Kalmarské unie.
Zdá se, že počet obětí byl vysoký ve všech elitních třídách norské společnosti, což přispělo ke ztrátě nezávislosti Norska v rámci Kalmarské unie v několika oblastech. To je zřejmé při srovnání se Švédskem, které se také stalo součástí této unie, ale na rozdíl od Norska dokázalo mnohem lépe chránit svá práva vůči Dánsku díky silné švédské šlechtě. Zatímco všichni biskupové ve Švédsku mor přežili, všichni biskupové v Norsku, s výjimkou biskupa z Osla, moru podlehli. Údaj z roku 1371 uvádí, že z 300 kněží, kteří v Norsku působili před morem, jich zbylo pouze 40. Norská třída úředníků zřejmě utrpěla těžké ztráty, protože král byl nucen soustředit zbývající úředníky do jižních provincií, aby obnovil pořádek, zatímco severní provincie ponechal svému osudu. Zpráva z let 1351 až 1352 uváděla, že daň pro papeže nebylo v Norsku možné vybírat, protože se správa země zhroutila a kvůli moru tam panovala nedostatečná organizace.
Umenšená norská šlechta nebyla schopna chránit politická práva Norska v Kalmarské unii a vojenská moc byla ztracena ve prospěch Dánska, které využívalo žoldnéře z Německa. Norská obchodní třída ztratila svou moc nad norskou ekonomikou ve prospěch německých obchodníků z Hanzy, kteří se usadili v Bergenu. Mrtví norští úředníci byli nahrazeni německými a dánskými úředníky jmenovanými ke správě Norska jménem Dánska. To vše vedlo k úpadku Norska pod dánskou nadvládou.

## Morové legendy
V Norsku existuje řada legend o moru. Tyto legendy putovaly do okolních zemí a každá z nich si původní příběh mírně upravila tak, aby odpovídal jejímu přesvědčení.
Výše zmíněná loď, na jejíž palubě byla morová nákaza, jenž údajně vplula do města Bergen, je historiky často uváděna jako spouštěč morové nákazy v Norsku. Jedna legenda z Norska vypráví o moru, který "putoval po zemi", nastoupil na loď a vyskočil, aby zabil posádku na moři, což způsobilo, že loď byla vyplavena do Bergenu. Lidé údajně prozkoumali mor a brzy poté zemřeli. Toto se však objevilo pouze v legendách, což některé vede k přesvědčení, že loď neexistovala. Mnozí považují za extrémně nepravděpodobné, že by se do Bergenu dostala loď bez živé posádky. Město se skládá z několika fjordů, chráněných před oceánem složitým řetězcem ostrovů spojujících pobřeží. Podle nich je tak pravděpodobnější, že se na norském pobřeží vyplavila loď, o čemž vypráví i švédská legenda. Někteří historici se domnívají, že norská legenda o lodi duchů v Bergenu původně pochází z Dánska a norská verze je jejím přehnaným převyprávěním. Dánské legendy obklopující morovou loď naznačují, že loď z hanzovních obchodních cest, zejména loď, která připlula z Anglie, pravděpodobně způsobila, že epidemie moru se rozšířila v jižní části Skandinávie, spíše než na západním pobřeží.
Kristensen uvádí několik typů morových legend, přičemž jednou z nejrozšířenějších je o jednom osamělém přeživším nebo o dvou přeživších (muži a ženě), kteří znovu osídlí zdecimované město.
Zvony a oheň patřily mezi další běžná témata v morových legendách v této oblasti. Zvony mohou souviset s kostelními zvony, které zvonily na počest mrtvých. Někteří historici se domnívají, že zvony a oheň měly přilákat přeživší do této oblasti. Oheň mohl být také používán, protože se věřilo, že oheň může mor zničit. Existuje jedna norská legenda o páru, který zapálil svůj dům s dětmi nakaženými morem uvnitř. Další legenda z Norska vypráví o zabití nevinného muže jako oběti. To zabránilo šíření moru do města, protože "epidemie nemohla překonat tělo nevinného muže."
Zvířecí podoby byly dalším častým projevem moru v lidových legendách. Bílí koně, vnímaní jako neobvyklí, byli oblíbenou volbou v morovém lidovém folklóru a fungovali jako zosobnění moru. Třínohé kozy byly také oblíbeným zvířecím projevem moru, protože kozy často zobrazovaly ďábla ve skandinávských lidových příbězích. Koza se třemi nohami proto symbolizuje jak zvláštnosti jako špatné znamení, tak i mor, který je spojen s ďáblem. Kromě zvířat se objevují i cizinci, jako jsou obchodníci nebo putující ženy.